# Chiawuli Tak, Arizona
Chiawuli Tak je naseljeno područje za statističke svrhe u američkoj saveznoj državi Arizona. Prema popisu stanovništva iz 2010. u njemu je živjelo 78 stanovnika.